# Jerald Ericksen
Jerald Laverne Ericksen , né le 20 décembre 1924 à Portland (Oregon) et mort le 11 juin 2021, est un mathématicien américain spécialisé dans la mécanique des milieux continus. Il a apporté d'importantes contributions à la théorie des grandes déformations et des écoulements viscoélastiques, dont l'une des principales applications a été la maîtrise des cristaux liquides.

## Biographie
Ericksen a étudié à l’université de Washington (où il obtint sa licence en 1947), puis, après sa mobilisation dans la flotte du Pacifique, à l’université d'État de l'Oregon (où il obtint sa maîtrise en 1949) et à l’université de l'Indiana, où il prépara sa thèse de mathématiques (Some geometrical problems connected with ideal gas flow, 1951) sous la direction de David Gilbarg (en). Il y fit la connaissance de Clifford Truesdell, qui donna une impulsion décisive à son intérêt pour la mécanique des milieux continus, mais aussi celle d’Eberhard Hopf et de Max Zorn. De 1951 à 1957, il a été chercheur (en mathématiques et physique du solide) aux Naval Research Laboratories où aux côtés de Truesdell s’activaient des chercheurs comme Ronald Rivlin, William Saenz et Richard Toupin. Parallèlement, Ericksen travaillait comme conseiller scientifique du Groupe de Recherche sur les Polymères du National Bureau of Standards. En 1957, l’université Johns Hopkins lui offrit un poste de professeur-assistant de Mécanique, où Ericksen entreprit ses premières recherches sur le comportement des cristaux liquides.
Ses travaux embrassent une multitude d'aspects de la mécanique des solides réels, depuis la mécanique des milieux continus non-linéaire et la théorie mathématique de l'élasticité jusqu'aux transitions de phase solide-solide et la transformation martensitique, en passant par la théorie des coques élastiques et la stabilité des colonnes, la thermodynamique des milieux continus, la viscoélasticité, le comportement orienté des cristaux liquides, la théorie des dislocations et la magnéto-élasticité. Il s'est toute sa carrière consacré à l'amélioration des lois de comportement pour les matériaux innovants.
En 1982 Ericksen se vit confier la chaire de Mécanique et de Mathématiques de l’université du Michigan. En 1991, cet établissement l'a élevé au rang de professeur émérite et il s'est retiré à Florence (Oregon).
Ericksen est membre de la National Academy of Engineering et docteur honoris causa de l’université nationale d'Irlande et de l’université Heriot-Watt. Il s'est vu décerner la Médaille Bingham de la Société de rhéologie (1968) et la Médaille Timoshenko (1979). Il est en outre membre d'honneur de la Royal Irish Academy.
Constantine Dafermos a préparé sa thèse sous sa direction.

## Écrits
- Introduction to the thermodynamics of Solids, Springer Verlag 1991, 1998
- Mechanics and mathematics of crystals- Selected Papers of Jerald L. Ericksen, éd. Millard F. Beatty, Michael A. Hayes, World Scientific 2005
- co-éditeur (avec Constantine Dafermos et David Kinderlehrer) du recueil Amorphous Polymers and Non-Newtonian Fluids, Springer Verlag (1987)
- co-éditeur (avec David Kinderlehrer) du recueil  Theory and application of liquid crystals, Springer Verlag 1987
- Éditeur du recueil Homogenization and effective moduli of materials and media, Springer Verlag 1986
- Siegfried Flügge (dir.), Encyclopedia of Physics/Handbuch der Physik, vol. III/1 : Principles of Classical Mechanics and Field Theory, Springer Verlag, 1960, « Tensor Fields »

## Voir également
- (de) Cet article est partiellement ou en totalité issu de l’article de Wikipédia en allemand intitulé « Jerald L. Ericksen » (voir la liste des auteurs).
- (en) Portrait à l'occasion de la remise du prix de l'ISIMM
- (en) Discours de réception à l'occasion de la remise de la Médaille Timoshenko